# SS-Schütze
SS-Schütze – „strzelec”, podstawowy stopień wojskowy w Waffen-SS. Jego odpowiednikiem w Allgemeine SS był stopień SS-Mann.